# Battaglia di Northampton (1460)
La battaglia di Northampton fu combattuta il 10 luglio 1460 vicino al fiume Nene presso Northamptonshire, fu una delle maggiori battaglie del conflitto durante la Guerra delle Due Rose e dove per la prima volta fu usata l'artiglieria in Inghilterra.

## Antefatti
Dopo la distruzione dell'esercito Yorkista a Ludford Bridge nel 1459, molti dei comandanti York andarono in esilio autoimposto. Il duca di York e il suo secondo figlio Edmondo, conte di Rutland si ritirarono nella relativa sicurezza di Dublino in Irlanda. I loro principali sostenitori, il conte di Warwick e suo padre, il conte di Salisbury, e il figlio di York, Edoardo, conte di March raggiunsero Calais il 2 novembre 1459, dove Warwick trovò suo zio Lord Fauconberg. In Inghilterra, i Lancaster si affrettarono a sfruttare la fuga degli York. Il conte di Wiltshire fu nominato Luogotenente d'Irlanda e il duca di Somerset divenne capitano di Calais. Tuttavia nessuno dei sue riuscì a occupare i loro nuovi posti poiché gli irlandesi si rifiutarono di sloggiare York e le porte di Calais rimasero saldamente chiuse al loro nuovo "Capitano".
I Lancasteriani diedero a Somerset un esercito per prendere d'assalto Calais, ma prima dovevano attraversare la Manica quindi la costruzione di una flotta fu iniziata a Sandwich nel Kent. In gennaio e maggio 1460, Warwick fece numerose incursioni su Sandwich e rubò alcune navi. A giugno l'invasione dei Lancaster fu preceduta da un attacco alla città dopo che l'esercito fu rinforzato con diverse centinaia di truppe comandate da Osbert Mundford. La forza degli York al comando di Lord Fauconberg, Sir John Wenlock e John Dynham si impadronirono del porto, catturando uomini e armamenti. Mundford fu catturato, portato alla torre di Rysbank e giustiziato. Warwick invece lasciò suo zio, Lord Fauconberg a Sandwich con una piccola forza di Yorkisti per agire come testa di ponte per la sua pianificata invasione dell'Inghilterra.

## La battaglia
Il 26 giugno Warwick, Salisbury ed Edoardo sbarcarono a Sandwich con 2000 uomini d'arme. Il re Enrico VI e la sua regina Margherita d'Angiò erano a Coventry con il loro piccolo esercito. Warwick entrò a Londra il 2 luglio con un esercito di sostenitori di circa 10 000
Le forze del re presero una posizione difensiva a Northampton, nei terrei dell'Abbazia di Delapré, con le spalle al fiume Nene e un fossato pieno d'acqua di fronte a loro sormontato da pali. L'esercito in difesa era di circa 5000 uomini composto principalmente da uomin d'arme. I Lancaster avevano anche dell'artiglieria da campo.
Mentre si avvicinava Warwick inviò un delegato a negoziare con il re per suo conto. Il comandante dei Lancaster, il duca di Buckingham, rispose: "Il conte di Warwick non verrà alla presenza del re e se verrà morirà". Durante l'avanzata di Warwick a Northampton gli fu negato ancora due volte l'accesso alla persona del re. Una volta in posizione, ha inviato un messaggio che diceva: "Alle 2 parlerò con il re o morirò".
Alle due gli Yorkisti avanzarono. Gli uomini erano in colonna ma la pioggia battente che soffiava loro in faccia li ostacolava alquanto. Mentre si avvicinavano ai Lancaster, Warwick fu accolto da una feroce grandinata di frecce, ma la pioggia aveva reso il gruppo dei cannoni dei Lancaster del tutto inutile.
Quando Warwick raggiunse il fianco sinistro dei Lancaster, comandato da Lord Grey di Ruthin, ne seguì il tradimento. Grey ha fatto deporre le armi ai suoi uomini e ha semplicemente permesso agli York di avere facile accesso al campo al di là. Questo tradimento fu il risultato di un messaggio segreto inviato da Lord Grey a March dicendo che avrebbe cambiato posizione se gli York lo avessero sostenuto in una disputa sulla proprietà con Henry Holland, III duca di Exeter (suo cugino materno). Certamente Warwick aveva ordinato ai suoi uomini di non essere violenti sui soldati ordinari, specialmente quelli che indossavano le insegne nere degli uomini di Lord Grey. Potrebbero esserci stati anche incentivi e promesse di alte cariche da parte di Warwick. Grey divenne Tesoriere d'Inghilterra nel 1463. Dopo questo, la battaglia durò solo trenta minuti. I difensori non furono in grado di manovrare all'interno delle fortificazioni e fuggirono dal campo mentre la loro linea veniva sovrastata dagli attacchi degli Yorkisti.
Il duca di Buckingham, il conte di Shrewsbury, Lord Egremont e Lord Beaumont morirono tutti nel tentativo di salvare Enrico dagli York che si stavano avvicinando alla sua tenda. Trecento altri Lancasteriani furono uccisi nella battaglia e Re Enrico VI fu catturato da un arciere, Henry Mountfort.

## Conseguenze
Enrico è stato trovato nella sua tenda da Warwick, March e Fauconberg. Montrandogli il dovuto rispetto, lo scortarono all'Abbazia di Delapré, poi a Northampton ed infine a Londra il 19 luglio la guarnigione alla Torre di Londra si arrese poco dopo per mano di Lord Hungerford che finita la battaglia andò in pellegrinaggio mentre il secondo comandante Lord Scales non credette alla promessa di aver salva la vita dopo la resa e durante la notte tentò di scappare via mare ma fu riconosciuto da una donna e circondato da un gruppo di barcaioli fu trucidato ed il suo corpo nudo ricoperto di ferite fu gettato sugli scalini del Priorato di Saint Mary Overie a Southwark. La reputazione di Scales come un degli eroi della Guerra dei cent'anni fu criticata e rammaricata sia da Warwick che da Edoardo, tanto che presenziarono al suo funerale e la moglie ormai vedova si risposò di nuovo con  Antonio Woodville, il figlio del conte di Rivers. Un uomo di nome John Browne e i suoi amici che avevano tentato di contrabbandare provviste nella Torre di Londra assediata, furono successivamente giustiziati.